# 咸興市
咸興市（ハムフンし）は、朝鮮民主主義人民共和国咸鏡南道の道都。李氏朝鮮発祥の地である。平壌とともに冷麺の本場として有名で、盛岡冷麺の創始者である在日1世の青木輝人（朝鮮名楊龍哲、よう りゅうてつ、ヤン・ヨンチョル：양용철）も咸興出身である。
咸興市に属する沿海部の興南区域は、化学工業を中心とする工業都市・港湾都市である。
人口は70万9730人（1993年）、87万4000人（2005年）。

## 地理

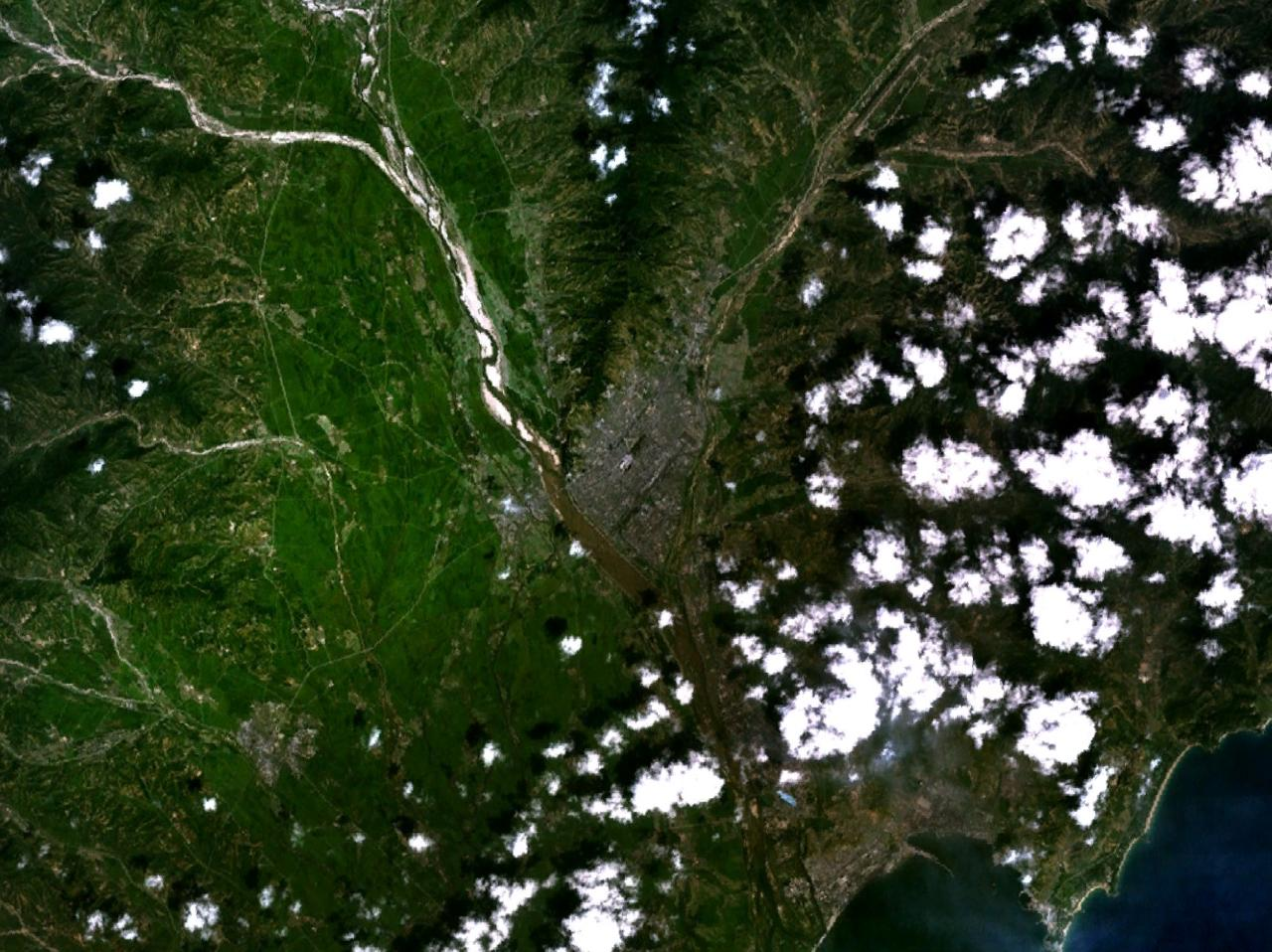
咸興市の衛星写真

日本海に面する咸興平野に位置する。城川江が市内を貫通する。
北の蓋馬高原への交通の要地であり、農産物の集散地となっている。咸興湾に面した興南には巨大な港がある。

## 行政区画
1区域・99洞・2労働者区・19里を管轄する。金正日が「苦難の行軍」期にこの地域の「咸興市青年ヤギ牧場」を訪問した際に名付けた来日労働者区は咸州郡・栄光郡及び平安南道大興郡に囲まれる飛地である。
| - 咸興市（56洞・1労働者区・14里） - 光華洞（クァンファドン） - 九興洞（クフンドン） - 錦糸洞（クムサドン） - 金シル洞（クムシルトン） - 南門一洞（ナンムニルトン） - 南門二洞（ナンムニドン） - 塘保一洞（タンボイルトン） - 塘保二洞（タンボイドン） - 徳山洞（トクサンドン） - 徳性洞（トンソンドン） - 東門洞（トンムンドン） - 東興山洞（トンフンサンドン） - 蓮池洞（リョンジドン） - 梨花洞（リファドン） - 沙浦一洞（サポイルトン） - 沙浦二洞（サポイドン） - 沙浦三洞（サポサムドン） - 三一洞（サミルトン） - 上新興洞（サンシヌンドン） - セゴリ一洞（セゴリイルトン） - セゴリ二洞（セゴリイドン） - セゴリ三洞（セゴリサムドン） - セゴリ四洞（セゴリサドン） - セビョル洞（セビョルトン） - 西門洞（ソムンドン） - 西上洞（ソサンドン） - 瑞雲一洞（ソウニルトン） - 瑞雲二洞（ソウニドン） - 西興洞（ソフンドン） - 城川洞（ソンチョンドン） - セゴリ洞（セゴリドン） - 松興洞（ソンフンドン） - 新上洞（シンサンドン） - 新興一洞（シヌンイルトン） - 新興二洞（シヌンイドン） - 陽地洞（ヤンジドン） - 汝渭洞（ヨウィドン） - 駅前一洞（ヨクチョニルトン） - 駅前二洞（ヨクチョニドン） - 栄光洞（ヨングァンドン） - 雲興一洞（ウヌンイルトン） - 雲興二洞（ウヌンイドン） - 恩情洞（ウンジョンドン） - 精誠洞（チョンソンドン） - 通南一洞（トンナミルトン） - 通南二洞（トンナミドン） - 坪水洞（ピョンスドン） - 豊湖洞（プンホドン） - 下新興洞（ハシヌンドン） - 解放洞（ヘバンドン） - ヘッピッ洞（ヘッピットン） - 会上一洞（フェサンイルトン） - 会上二洞（フェサンイドン） - 会上三洞（フェサンサムドン） - 会上四洞（フェサンサドン） - 会陽洞（フェヤンドン） - 来日労働者区（レイルロドンジャグ） - 光㯖里（クァンドンニ） - 錦糸里（クムサリ） - 大興里（テフンニ） - 東興里（トンフンニ） - 嶺峰里（リョンボンニ） - 柳亭里（リュジョンニ） - 梨田里（リジョンニ） - 富民里（プミンニ） - 城元里（ソンウォンニ） - 水東里（スドンニ） - 双峰里（サンボンニ） - 豊慶里（プンギョンニ） - 豊興里（プンフンニ） - 下㯖里（ハドンニ） | - 興南区域（フンナムグヨク、43洞・1労働者区・5里） - 金ピッ洞（クムピットン） - 内湖洞（ネホドン） - 徳洞（トクトン） - 徳豊洞（トクプンドン） - 蓮モッ洞（リョンモットン） - 龍城一洞（リョンソンイルトン） - 龍城二洞（リョンソンイドン） - 龍新洞（リョンシンドン） - 龍岩洞（リョンアムドン） - 龍淵洞（リョンヨンドン） - 柳亭一洞（リュジョンイルトン） - 柳亭二洞（リュジョンイドン） - 柳亭三洞（リュジョンサムドン） - 上水洞（サンスドン） - センムル洞（センムルトン） - 西湖一洞（ソホイルトン） - 西湖二洞（ソホイドン） - ソナム洞（ソナムドン） - 松上洞（ソンサンドン） - 松興洞（ソンフンドン） - 洙辺洞（スビョンドン） - 雲城一洞（ウンソンイルトン） - 雲城二洞（ウンソンイドン） - 雲中一洞（ウンジュンイルトン） - 雲中二洞（ウンジュンイドン） - 恩徳洞（ウンドクトン） - 銀ピッ洞（ウンピットン） - 鷹峯一洞（ウンボンイルトン） - 鷹峯二洞（ウンボンイドン） - 鵲島洞（チャクトドン） - 天機洞（チョンギドン） - 豊興洞（プンフンドン） - 荷徳洞（ハドクトン） - 湖南洞（ホナムドン） - 湖田洞（ホジョンドン） - 厚農洞（フノンドン） - 興徳一洞（フンドギルトン） - 興徳二洞（フンドギドン） - 興徳三洞（フンドクサムドン） - 興徳四洞（フンドクサドン） - 興北洞（フンブクトン） - 興西洞（フンソドン） - ヒンシル洞（ヒンシルトン） - 草雲労働者区（チョウンノドンジャグ） - 麻田里（マジョンニ） - セマウル里（セマウルリ） - 洙搗里（スドリ） - 昌興里（チャンフンニ） - 豊東里（プンドンニ） |

## 歴史

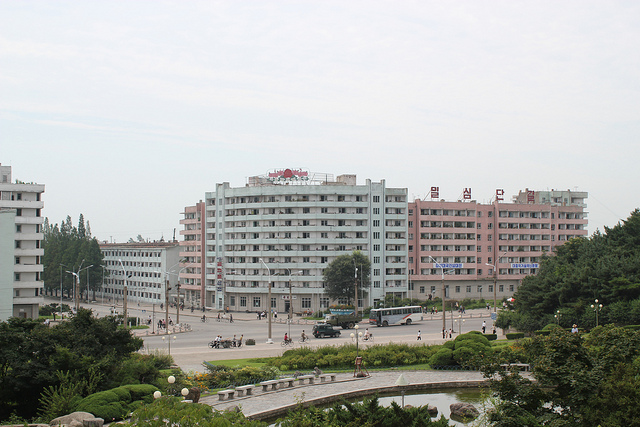
咸興市街

古代は高句麗の領域であり、ついで渤海国の領域となった。渤海の五京の一つ、南京南海府の比定地の一つである。
渤海国滅亡後は、長らく女真族の領域となり、高麗・モンゴル帝国との争奪の場となった。最終的には高麗の支配下に入り、1356年に咸州が置かれた。李氏朝鮮の建国者である李成桂は晩年にこの地に隠居したため、彼にまつわる遺跡も多い。李氏朝鮮時代、咸興は東北辺境部の中心地であった（咸鏡道の「咸」は咸州からとられている）。
咸興の周囲はもともと農村だったが、日本統治時代の1920年代は蓋馬高原で電源開発が行われるとともに、咸興中心部の南約10kmの海岸にある興南に工業地帯が建設された。
朝鮮戦争中、咸興・興南は国連軍の艦砲射撃と空爆により破壊されたが、後にソ連・東ドイツなどの東側諸国の援助もあり復興し、発展した。
咸興市は、1960年から1967年の間直轄市に昇格した事もある。

### 年表
この節の出典
- 1258年 - モンゴルの双城総管府に属し、哈蘭府が置かれる。
- 1356年 - 高麗によって咸州が置かれる。
- 1369年 - 咸州牧に昇格。
- 1416年 - 咸興府となり、咸吉道観察使営が置かれる。
- 1470年 - 李施愛の乱により咸興郡に降格、観察使営も永興に移される（永安道）。
- 1509年 - 咸興府に復し、再び観察使営が置かれる。咸鏡道となる。
- 1895年5月 - 咸興府咸興郡となる（二十三府制）。
- 1896年8月 - 咸鏡南道に所属する咸興府となり、観察使庁が置かれる。
- 1910年 - 咸興郡に改編される。
- 1914年 - 咸鏡南道咸興郡の一部(加平面・東元平面・西元平面・下東古川面・上東古川面・西古川面・高山面・永川面)が新設の新興郡に分割。洪原郡の一部(西退潮面)が咸興郡に編入。
- 1927年 - 日窒コンツェルンが朝鮮窒素肥料株式会社と朝鮮水力電気株式会社を設立し、興南（現・北朝鮮咸鏡南道咸興市）を始め、朝鮮半島各地に大規模化学コンビナートや水豊ダム、水力発電所を建設する。
- 1930年10月 - 咸興郡咸興面および南州東面の一部が合併し、咸興府が発足。
- 1933年 - 咸州郡北州東面の一部を編入。
- 1939年 - 咸州郡北州東面・州北面の各一部を編入。
- 1941年4月1日 - 咸州郡州西面・雲南面・東川面の各一部を編入。
- 1943年 - 咸州郡東川面の一部を編入。
- 1945年 - 咸興府が咸興市に改称。
  - 咸州郡州西面の一部を編入。
  - 8月26日 - ソビエト軍司令官の認可により、咸南人民委員会が咸興刑務所を接収。咸興教化所に改名[3]。
- 1949年 - 咸州郡東川面の一部を編入。
- 1952年12月 - 郡面里統廃合により、咸鏡南道咸興市、咸州郡雲南面の一部地域をもって、咸興市を設置。咸興市に以下の区・里が成立。(39区27里)
  - 通南里一区・通南里二区・通南里三区・通南里四区・中央里一区・中央里二区・中央里三区・錦糸里一区・錦糸里二区・龍馬里・龍興里・東門里・西門里・新昌里・蓮池里・新興里・梨花里・盤龍里・独立里一区・独立里二区・楽民里・知楽里・楽山里一区・楽山里二区・万歳里・城川里一区・城川里二区・城川里三区・城川里四区・南門里一区・南門里二区・南門里三区・南門里四区・南門里五区・光華里一区・光華里二区・光華里三区・三一街一区・三一街二区・三一街三区・三一街四区・解放里一区・解放里二区・雲興里一区・雲興里二区・雲興里三区・智将里一区・智将里二区・瑞雲里・沙浦里一区・沙浦里二区・沙浦里三区・馳馬里・会上里・西興里・九億里・西上里・新上里・十二里・慶興里・坪水里・会陽里・下新興里・塘保里・草雲里・蓮興里
- 1953年 (25洞15里)
  - 通南里一区・通南里二区・通南里三区・通南里四区が合併し、通南洞が発足。
  - 中央里一区・中央里二区・中央里三区が合併し、中央洞が発足。
  - 錦糸里一区・錦糸里二区が合併し、錦糸洞が発足。
  - 城川里一区・城川里二区・城川里三区・城川里四区が合併し、城川洞が発足。
  - 南門里一区・南門里二区・南門里三区・南門里四区・南門里五区が合併し、南門洞が発足。
  - 光華里一区・光華里二区・光華里三区が合併し、光華洞が発足。
  - 三一街一区・三一街二区・三一街三区・三一街四区が合併し、三一洞が発足。
  - 独立里一区・独立里二区が合併し、独立洞が発足。
  - 楽山里一区・楽山里二区が合併し、楽山洞が発足。
  - 解放里一区・解放里二区が合併し、解放洞が発足。
  - 雲興里一区・雲興里二区・雲興里三区が合併し、雲興洞が発足。
  - 智将里一区・智将里二区が合併し、智将洞が発足。
  - 沙浦里一区・沙浦里二区・沙浦里三区が合併し、沙浦洞が発足。
  - 龍興里が龍興洞に昇格。
  - 東門里が東門洞に昇格。
  - 蓮池里が蓮池洞に昇格。
  - 新昌里が新昌洞に昇格。
  - 西門里が西門洞に昇格。
  - 新興里が新興洞に昇格。
  - 龍馬里が龍馬洞に昇格。
  - 盤龍里が盤龍洞に昇格。
  - 知楽里が知楽洞に昇格。
  - 楽民里が楽民洞に昇格。
  - 万歳里が万歳洞に昇格。
  - 瑞雲里が瑞雲洞に昇格。
- 1954年10月 (25洞11里)
  - 西上里・新上里が咸州郡に編入。
  - 九億里が咸州郡興島里と合併し、咸州郡九興里となる。
  - 十二里が咸州郡東岩里に編入。
- 1955年 (29洞7里)
  - 下新興里が下新興洞に昇格。
  - 梨花里が梨花洞に昇格。
  - 会上里が会上洞に昇格。
  - 馳馬里が馳馬洞に昇格。
- 1957年 (33洞7里)
  - 通南洞の一部が分立し、通南一洞が発足。
  - 龍興洞の一部が分立し、龍興一洞が発足。
  - 新興洞が分割され、新興一洞・新興二洞が発足。
  - 南門洞が分割され、南門一洞・南門二洞が発足。
  - 会上洞が分割され、会上一洞・会上二洞・会上三洞・会上四洞が発足。
  - 馳馬洞が分割され、馳馬一洞・馳馬二洞が発足。
  - 中央洞の一部が解放洞に編入。
  - 錦糸洞の一部が中央洞・龍馬洞に分割編入。
  - 龍興洞の残部・下新興洞の一部が合併し、龍興二洞が発足。
  - 通南洞の残部・城川洞の一部が合併し、通南二洞が発足。
  - 光華洞の一部が三一洞に編入。
  - 三一洞の一部が東門洞・西門洞に分割編入。
  - 龍馬洞の一部が中央洞・錦糸洞に分割編入。
  - 新昌洞および万歳洞の一部が西門洞に編入。
  - 解放洞の一部が盤龍洞に編入。
  - 雲興洞・智将洞の各一部が合併し、雲興一洞が発足。
  - 雲興洞の残部・瑞雲洞の一部が合併し、雲興二洞が発足。
  - 智将洞の一部が解放洞・龍馬洞に分割編入。
  - 瑞雲洞の一部が智将洞・龍馬洞・錦糸洞・梨花洞に分割編入。
  - 独立洞が東門洞に編入。
  - 知楽洞が盤龍洞・万歳洞に分割編入。
  - 楽民洞が万歳洞に編入。
  - 楽山洞が東門洞・盤龍洞・万歳洞に分割編入。
- 1960年10月 - 咸鏡南道咸興市・興南市・退潮郡および咸州郡の一部(柳亭里・九興里・洙搗里・豊東里・徳豊里および咸州邑の一部)、五老郡の一部(富民里・松興里)を同道から独立させ、咸興直轄市として再編。(9区域)
  - 城川区域・盤龍区域・会上区域・徳山区域・沙浦区域・本宮区域・龍城区域・興南区域・退潮区域を設置。
- 1970年7月 - 咸興直轄市が廃止。咸鏡南道咸興市となる。(7区域)
  - 徳山区域が咸鏡南道徳山郡となる。
  - 退潮区域が咸鏡南道退潮郡となる。
  - 盤龍区域の一部(豊湖洞・汝渭洞・柳亭里・九興里)、龍城区域の一部(洙搗里・豊東里・徳豊里)が咸鏡南道咸州郡に編入。
- 1970年10月 (7区域)
  - 盤龍区域の一部(新上一洞・新上二洞・西上洞)が咸州郡に編入。
  - 咸州郡の一部(洙搗里・豊東里・徳豊里)が龍城区域編入。
- 1974年 (6区域)
  - 本宮区域が沙浦区域に編入。
  - 咸鏡南道徳山郡が会上区域に編入。
  - 咸州郡の一部(咸州邑・九興里・柳亭里)が盤龍区域編入。
- 1977年 - 盤龍区域が東興山区域に改称。(6区域)
- 1990年1月 (6区域)
  - 城川区域が城川江区域に改称。
  - 龍城区域が海岸区域に改称。
- 1995年 - 沙浦区域の一部を分離し、興徳区域を設置。(7区域)
- 2001年8月 (56洞1労働者区14里)
  - 興南区域・興徳区域・海岸区域および沙浦区域の一部地域をもって、咸鏡南道興南市を新設。
  - 城川江区域・東興山区域・会上区域・沙浦区域を廃止。
  - 咸州郡上倉里および平安南道大興郡黒水里の一部が合併し、来日労働者区が発足。
  - 新興郡梨田里を編入。
- 2005年10月 - 興南市が再び咸興市に編入され、咸興市興南区域となる。(1市1区域、うち旧咸興市56洞1労働者区14里)

#### 城川江区域(城川区域)
- 1960年10月 - 咸鏡南道咸興市西門洞・東門洞・中央洞・錦糸洞・城川洞・通南一洞・通南二洞・南門一洞・南門二洞・三一洞・光華洞・蓮池洞・新興一洞・新興二洞・下新興洞・龍興二洞をもって、咸興直轄市城川区域を設置。(16洞)
- 1963年 (17洞)
  - 龍興二洞が龍興洞に改称。
  - 下新興洞の一部が分立し、上新興洞が発足。
- 1965年 (17洞)
  - 中央洞の一部が錦糸洞に編入。
  - 錦糸洞の一部が会上区域馳馬一洞の一部と合併し、会上区域馳馬三洞となる。
  - 通南一洞・城川洞の境界線を調整。
- 1967年 (18洞)
  - 龍興洞が分割され、龍興一洞・龍興二洞が発足。
  - 西門洞の一部が城川洞に編入。
  - 城川洞の一部が通南一洞に編入。
  - 蓮池洞の一部が光華洞に編入。
  - 光華洞の一部が三一洞に編入。
  - 新興一洞・新興二洞の境界線を調整。
  - 通南一洞の一部が通南二洞に編入。
  - 通南二洞の一部が蓮池洞に編入。
- 1970年7月 - 咸興直轄市の降格に伴い、咸鏡南道咸興市城川区域となる。(18洞)
- 1985年 (18洞)
  - 龍興一洞が駅前一洞に改称。
  - 龍興二洞が駅前二洞に改称。
- 1990年 - 城川区域が城川江区域に改称。(18洞)
- 1993年 - 中央洞が恩情洞に改称。(18洞)
- 2001年8月 - 城川江区域廃止。
  - 恩情洞・西門洞・東門洞・錦糸洞・城川洞・通南一洞・通南二洞・南門一洞・南門二洞・三一洞・光華洞・蓮池洞・新興一洞・新興二洞・上新興洞・下新興洞・駅前一洞・駅前二洞が咸興市の直属となる。

#### 東興山区域(盤龍区域)
- 1960年10月 - 咸鏡南道咸興市万歳洞・雲興一洞・雲興二洞・智将洞・盤龍洞・解放洞・龍馬洞・瑞雲洞・西興里、五老郡松興里・富民里、咸州郡柳亭里・九興里および咸州邑の一部地域をもって、咸興直轄市盤龍区域を設置。(11洞4里)
  - 西興里が西興洞に昇格。
  - 咸州邑が分割され、西上洞・豊湖洞が発足。
- 1963年 (14洞3里)
  - 西上洞の一部が分立し、汝渭洞が発足。
  - 豊湖洞の一部が分立し、新上洞が発足。
  - 松興里が松興洞に昇格。
- 1967年 (16洞3里)
  - 瑞雲洞が分割され、瑞雲一洞・瑞雲二洞が発足。
  - 新上洞が分割され、新上一洞・新上二洞が発足。
- 1970年7月 - 咸興直轄市の降格に伴い、咸鏡南道咸興市盤龍区域となる。(14洞1里)
  - 柳亭里・九興里が咸鏡南道咸州郡に編入。
  - 豊湖洞・汝渭洞が咸鏡南道咸州郡咸州邑に編入。
- 1970年10月 - 新上一洞・新上二洞・西上洞が咸州郡咸州邑に編入。(11洞1里)
- 1972年 - 万歳洞が盤龍洞に編入。(10洞1里)
- 1974年 - 咸州郡咸州邑・九興里・柳亭里を編入。(16洞2里)
  - 咸州邑が分割され、豊湖洞・西上洞・新上洞・汝渭洞・徳性洞が発足。
  - 九興里が九興洞に昇格。
- 1977年 - 盤龍区域が東興山区域に改称。(16洞2里)
  - 盤龍洞が東興山洞に改称。
  - 龍馬洞がセビョル洞に改称。
  - 智将洞が陽地洞に改称。
- 2001年8月 - 東興山区域廃止。
  - 東興山洞・解放洞・セビョル洞・瑞雲一洞・瑞雲二洞・陽地洞・雲興一洞・雲興二洞・西興洞・松興洞・新上洞・西上洞・汝渭洞・豊湖洞・徳性洞・九興洞・柳亭里・富民里が咸興市の直属となる。

#### 会上区域
- 1960年10月 - 咸鏡南道咸興市梨花洞・馳馬一洞・馳馬二洞・会上一洞・会上二洞・会上三洞・会上四洞・会陽里・坪水里・慶興里・草雲里・蓮興里をもって、咸興直轄市会上区域を設置。(8洞4里)
  - 会陽里が会陽洞に昇格。
- 1963年 (8洞4里)
  - 会上四洞が馳馬二洞に編入。
  - 会上一洞の一部が分立し、会上四洞が発足。
- 1965年 (11洞2里)
  - 馳馬一洞の一部が城川区域錦糸洞の一部と合併し、馳馬三洞が発足。
  - 坪水里が坪水洞に昇格。
  - 慶興里が慶興洞に昇格。
- 1967年 - 慶興洞の一部が坪水洞に編入。(11洞2里)
- 1970年7月 - 咸興直轄市の降格に伴い、咸鏡南道咸興市会上区域となる。(11洞2里)
- 1974年 (12洞11里)
  - 徳山郡徳山邑・下㯖里・豊興里・豊慶里・双峰里・東興里・水東里・大興里・光㯖里・城元里・錦糸里・嶺峰里を編入。
  - 蓮興里・草雲里が咸興市沙浦区域に編入。
  - 徳山邑が徳山洞に昇格。
- 1977年 (12洞11里)
  - 馳馬一洞がヘッピッ洞に改称。
  - 馳馬二洞が精誠洞に改称。
  - 馳馬三洞がセゴリ洞に改称。
  - 慶興洞が金シル洞に改称。
- 2001年8月 - 会上区域廃止。
  - 会上一洞・会上二洞・会上三洞・会上四洞・ヘッピッ洞・精誠洞・セゴリ洞・梨花洞・会陽洞・坪水洞・金シル洞・徳山洞・下㯖里・豊興里・豊慶里・双峰里・東興里・水東里・大興里・光㯖里・城元里・錦糸里・嶺峰里が咸興市の直属となる。

#### 沙浦区域
- 1960年10月 - 咸鏡南道咸興市沙浦洞・龍興一洞・塘保里、興南市宮西洞・上水洞・洙辺洞・湖田里・営湖里をもって、咸興直轄市沙浦区域を設置。(6洞1里)
  - 沙浦洞が沙浦一洞に改称。
  - 龍興一洞が沙浦二洞に改称。
  - 塘保里が塘保洞に昇格。
  - 湖田里が営湖里に編入。
- 1963年 - 営湖里が営湖洞に昇格。(7洞)
- 1965年 (9洞)
  - 沙浦一洞の一部が沙浦二洞に編入。
  - 沙浦二洞の一部が分立し、沙浦三洞が発足。
  - 営湖洞の一部が分立し、湖田洞が発足。
- 1967年 - 塘保洞が分割され、塘保一洞・塘保二洞が発足。(10洞)
- 1970年7月 - 咸興直轄市の降格に伴い、咸鏡南道咸興市沙浦区域となる。(10洞)
- 1974年 - 咸興市本宮区域本宮一洞・本宮二洞・本宮三洞・興徳一洞・興徳二洞・興徳三洞・興徳四洞・興北洞・興西洞・龍淵洞・龍新洞・龍興洞・昌興里、会上区域蓮興里・草雲里を編入。(22洞3里)
- 1977年 (22洞3里)
  - 営湖洞が栄光洞に改称。
  - 宮西洞がソナム洞に改称。
  - 本宮一洞が恩徳洞に改称。
  - 本宮二洞が蓮モッ洞に改称。
  - 本宮三洞がセンムル洞に改称。
  - 龍興洞がヒンシル洞に改称。
- 1982年 (26洞2里)
  - 沙浦一洞の一部が分立し、セゴリ一洞・セゴリ二洞が発足。
  - 沙浦二洞の一部が分立し、セゴリ三洞が発足。
  - 草雲里が草雲洞に昇格。
- 1984年 - 草雲洞・蓮興里が合併し、草雲労働者区が発足。(25洞1労働者区1里)
- 1993年 - セゴリ三洞の一部が分立し、セゴリ四洞が発足。(26洞1労働者区1里)
- 1995年 - 恩徳洞・ヒンシル洞・興徳一洞・興徳二洞・興徳三洞・興徳四洞・興西洞・興北洞・蓮モッ洞・センムル洞・龍新洞・龍淵洞・昌興里が新設の咸興市興徳区域に編入。(14洞1労働者区)
- 1996年 - 洙辺洞およびソナム洞の一部が咸興市興徳区域に編入。(13洞1労働者区)
- 2001年8月 - 沙浦区域廃止。
  - 湖田洞・上水洞・ソナム洞・草雲労働者区が新設の興南市に編入。
  - 沙浦一洞・沙浦二洞・沙浦三洞・セゴリ一洞・セゴリ二洞・セゴリ三洞・セゴリ四洞・塘保一洞・塘保二洞・栄光洞が咸興市の直属となる。

#### 徳山区域
- 1960年10月 - 咸鏡南道退潮郡下㯖里・豊興里・豊慶里・双峰里・東興里・水東里・中湖里・大興里・光㯖里・城元里・錦糸里・嶺峰里をもって、咸興直轄市徳山区域を設置。(12里)
- 1970年7月 - 徳山区域廃止。
  - 下㯖里・豊興里・豊慶里・双峰里・東興里・水東里・中湖里・大興里・光㯖里・城元里・錦糸里・嶺峰里が新設の咸鏡南道徳山郡に編入。

#### 徳山郡
- 1970年7月 - 咸興直轄市徳山区域下㯖里・豊興里・豊慶里・双峰里・東興里・水東里・中湖里・大興里・光㯖里・城元里・錦糸里・嶺峰里をもって、咸鏡南道徳山郡を設置。(1邑11里)
  - 中湖里が徳山邑に昇格。
- 1974年 - 徳山郡廃止。
  - 徳山邑・下㯖里・豊興里・豊慶里・双峰里・東興里・水東里・大興里・光㯖里・城元里・錦糸里・嶺峰里が咸興市会上区域に編入。

## 行政
下位行政区分として興南区域がある。
- 興南区域（フンナム＝クヨク/흥남구역）

港湾部の化学工業地帯。もともと興南市と呼ばれる一つの市であったが1960年合併。咸興の中心。
かつては下位行政区分として複数の区域が存在していた。2006年9月現在、大韓民国統一部は以下の区域がなくなったものと把握している。
- 城川江区域（ソンチョンガン＝クヨク/성천강구역）

紡績が中心
- 東興山区域（トンフンサン＝クヨク/동흥산구역）
- 会上区域（フェサン＝クヨク/회상구역）
- 沙浦区域（サポ＝クヨク/사포구역）

化学繊維の生産が多い
- 海岸区域（ヘアン＝クヨク/해안구역、現・興南区域の一部）

旧名・竜城区域。機械工業の中心地

## 交通

### 鉄道
清津方面に通じる平羅線や、蓋馬高原の人造湖である長津湖や赴戦湖に通じる鉄道がある。
- 平羅線
  - 咸興駅 - 咸興操車場 - 昌興駅 - 興南駅 - 西湖駅 - 麻田駅
- 新興線
  - 咸興操車場 - 咸興駅 - カダム駅 - 富民駅
- 西湖線
  - 西咸興駅 - 沙浦駅 - 上水駅 - 城川駅 - 雲中駅 - 龍城駅 - 荷徳駅 - 西湖駅
- ビナロン線
  - 咸興操車場 - ビナロン駅 - 興徳駅 - 興南駅
- 昌興線
  - 昌興駅 - 蓮興駅

### 空路
平壌、清津への定期便（週1便）が発着する徳山飛行場がある。

### 道路
- 大韓民国国道7号・釜山穏城線

## 産業
電力・港湾・工場などの基盤が日本統治時代に形成された。
合成繊維（ビナロン）や化学繊維などの化学工業や機械工業などの重工業が中心に行われている。苛性ソーダや肥料も多く生産している。

## 教育
- 咸興大学
- 医科大学
- 工業大学
- 咸興水理動力大学

## 観光

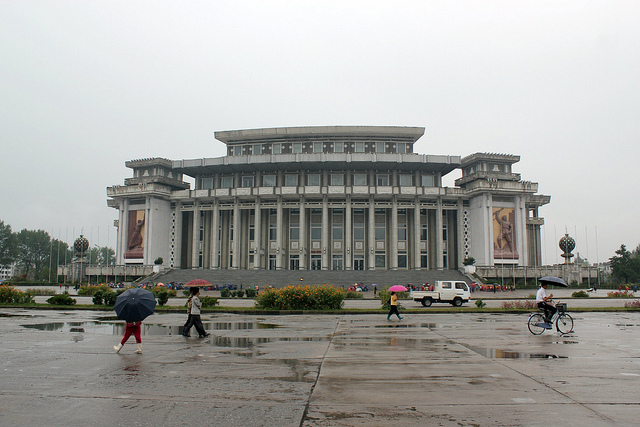
咸興大劇場

- 東興山 - 景勝地で、「九天閣」や「宣化堂」などの楼閣がある
- 咸興本宮 - 李成桂が王となる前に暮らし、晩年に隠居した邸宅の跡地。李成桂の死後は李成桂とその先祖たちの祭祀のための建物となり、文禄・慶長の役後に再建された。
- 麻田遊園地 - 著名な海水浴場。

## 文化施設
- 咸興大劇場
- 共同墓地
- 新興山ホテル

### 飲食店
- 新興館
- 興南区域総合レストラン
- 東興山区域総合レストラン
- 沙浦区域総合レストラン

## 出身者
- 安寿吉
- 楊亨燮
- キム・オクチュ（김옥주） - 元牡丹峰重唱組歌手。青峰楽団を経て、牡丹峰楽団の歌手として登場。三池淵管弦楽団移籍後、現在は国務委員会演奏団所属